# Diarmuid Barron
Pour les articles homonymes, voir Barron.
Pas d'image ? Cliquez ici

a Compétitions nationales et continentales officielles uniquement.

b Matchs officiels uniquement.
Dernière mise à jour le 9 mars 2025.
Diarmuid Barron, né le 6 août 1998 à Cashel (Irlande), est un joueur irlandais de rugby à XV jouant au poste de talonneur au Munster en United Rugby Championship depuis 2019.

## Biographie

### Jeunesse et formation
Né à Cashel, dans le comté de Tipperary, Diarmuid Barron est le capitaine de l'équipe de rugby du Rockwell College, où l'ancien numéro 8 du Munster Denis Leamy est entraîneur, jusqu'à la victoire lors de la Munster Schools Rugby Senior Cup (en) en 2015.
Il rejoint le centre de formation du Munster juste avant le débute de la saison 2018-2019. Il joue également avec le Garryowen FC dans le championnat irlandais.

### Carrière au Munster
Diarmuid Barron fait ses débuts professionnels avec le Munster le 21 septembre 2018, à l'âge de 19 ans, entrant en jeu lors de la quatrième journée du Pro14 de la saison 2018-2019 contre les Cardiff Blues,. Il s'agit de son seul match de la saison.
Lors du premier match de la saison suivante, en 2019-2020, il marque le premier essai de sa carrière, contre l'équipe galloise des Dragons. Cette saison, il joue six matchs et signe son premier contrat professionnel à l'issue de celle-ci. Durant la saison 2020-2021, il prolonge son contrat d'un an avec sa province et connaît sa première titularisation, lors de la seizième journée de championnat contre le Benetton Trévise. En fin de saison, le Munster perd en finale du Pro14 16 à 6 face au Leinster,. Barron ne participe pas à cette rencontre. Cette saison, son temps de jeu n'augmente pas, il joue également six matchs.
C'est durant la saison 2021-2022 que Diarmuid Barron commence à s'imposer dans l'équipe du Munster. Il joue notamment son premier match de Coupe d'Europe, face au Castres olympique. Il prolonge son contrat de deux ans en janvier 2022. Il participe au total à 21 rencontres, dont neuf en tant que titulaire et marque deux essais.
Au cours de la saison 2022-2023, il joue son 50e match avec sa province. Le Munster est dans un premier temps éliminé dès les huitièmes de finale de Champions Cup par l'équipe sud-africaine des Sharks, mais se qualifie toutefois en finale du United Rugby Championship après avoir battu le Leinster en demi-finale. En finale, les Irlandais affrontent les Sud-Africains des Stormers. Diarmuid Barron est titulaire en première ligne aux côtés de Jeremy Loughman et Stephen Archer et marque un essai décisif dans cette rencontre qui voit le Munster s'imposer 19 à 14 et remporter cette compétition pour la première fois depuis 2011,. Barron remporte quant à lui le premier titre de sa carrière.

### Carrière internationale
Diarmuid Barron est sélectionné pour la première fois en équipe d'Irlande des moins de 20 ans pour le championnat du monde junior 2017.  Il est titularisé pour le premier match de la compétition, face à l'Italie mais se casse le pouce après seulement 20 minutes de jeu, le rendant indisponible pour le reste du tournoi,. Il est de nouveau sélectionné avec les moins de 20 ans l'année suivante pour, dans un premier temps, le Tournoi des Six Nations des moins de 20 ans, puis le championnat du monde junior 2018.
En septembre 2022, il est sélectionné avec l'équipe Emerging Ireland (en) pour participer à plusieurs rencontres amicales en Afrique du Sud face aux Cheetahs, aux Griquas et aux Pumas. Il entre en jeu lors de la victoire 54-7 contre les Griquas le 30 septembre, est titularisé lors de la victoire 28-24 contre les Pumas le 5 octobre, puis entre en jeu lors de la victoire 21-14 contre les Cheetahs le 9 octobre.
Durant l'été 2023, il rejoint plusieurs fois le groupe irlandais se préparant pour la Coupe du monde 2023 pour s'entraîner avec. Fin août 2023, il est appelé en équipe d'Irlande pour remplacer Dan Sheehan, blessé au pied, avant un match amical face aux Samoa,. Il n'est toutefois pas sur la feuille de match, devancé par Tom Stewart et Rob Herring à son poste. Il n'est pas non plus convoqué dans le groupe final de 33 joueurs participant au Mondial.

## Statistiques

### En province
| Saison        | Club          | Championnat               | Championnat | Championnat | Coupe d'Europe | Coupe d'Europe | Coupe d'Europe |
| Saison        | Club          | Compétition               | Matchs      | Essais      | Compétition    | Matchs         | Essais         |
| ------------- | ------------- | ------------------------- | ----------- | ----------- | -------------- | -------------- | -------------- |
| 2018-2019     | Munster       | Pro14                     | 1           | -           | Coupe d'Europe | -              | -              |
| 2019-2020     | Munster       | Pro14                     | 6           | 1           | Coupe d'Europe | -              | -              |
| 2020-2021     | Munster       | Pro14                     | 4           | -           | Coupe d'Europe | -              | -              |
| 2020-2021     | Munster       | Pro14 Rainbow Cup         | 2           | -           | Coupe d'Europe | -              | -              |
| 2021-2022     | Munster       | United Rugby Championship | 17          | 2           | Coupe d'Europe | 4              | -              |
| 2022-2023     | Munster       | United Rugby Championship | 17          | 4           | Champions Cup  | 4              | 1              |
| Total Munster | Total Munster | Total Munster             | 47          | 7           | Coupe d'Europe | 8              | 1              |

### Internationales
Diarmuid Barron a disputé huit matchs avec l'équipe d'Irlande des moins de 20 ans en deux saisons, prenant part à une édition du Tournoi des Six Nations des moins de 20 ans en 2018 et à deux éditions du Championnat du monde junior en 2017 et 2018. Il n'a inscrit aucun point.

## Palmarès
- Munster
  - Finaliste du Pro14 en 2021
  - Vainqueur du United Rugby Championship en 2023